# Smíšená topologie

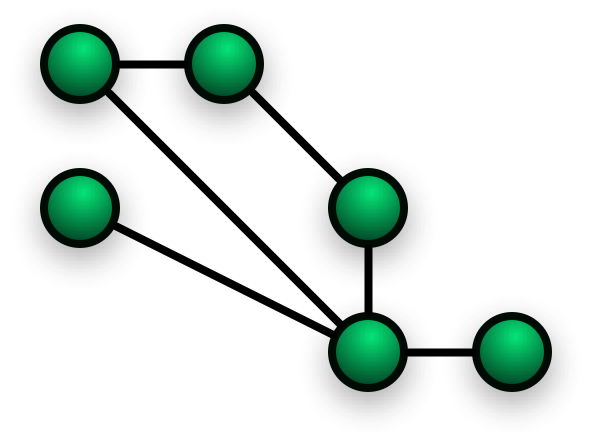
Smíšená topologie.

Smíšená topologie (anglicky partially connected, mesh topology) je v informatice označení pro topologie sítě, ve které jsou některé uzly přímo propojeny s více než jedním dalším uzlem v síti. Pro tuto topologii neexistuje v češtině uspokojivý název, používají se názvy jako síťová topologie, obecný graf, mesh topologie. Také u anglického názvu existuje určitá nejednoznačnost, protože někteří autoři považují mesh topology bez přívlastku za síť s topologií každý s každým (úplný graf), jiní za částečně propojený graf.

## Charakteristika

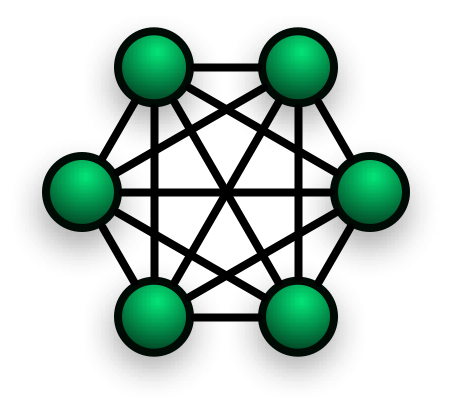
Topologie každý s každým.

Smíšená topologie poskytuje redundanci propojení, takže je možná komunikace i při výpadku některých linek nebo uzlů. Uzly, které jsou pro síť důležitější nebo u kterých se vyžaduje vyšší odolnost proti výpadku, se navrhují s větším počet připojení do sítě.
Smíšená topologie se často používá u sítí, které mají mít vyšší odolnost proti výpadkům, které se však skládají z tolika uzlů, že je nemožné realizovat propojení každý s každým. Příkladem sítí se smíšenou topologií je Internet, telekomunikační sítě a elektrická přenosová soustava.
V počítačových sítích, ve kterých existuje více cest mezi uzly, musí být alespoň některé uzly schopné nejenom odesílat a přijímat vlastní data, ale i předávat dál data od jiných uzlů. V síti je nutné používat metody, které vybírají vhodnou cestu sítí (směrování), jsou schopny cestu měnit při výpadku některých spojů (dynamické směrování), brání vícenásobnému příjmu dat a zacyklení (IEEE 802.1d Spanning Tree Protocol a 802.1aq Shortest Path Bridging).
Speciálním případem smíšené topologie je hierarchická topologie, ve které se síť skládá z většího množství podsítí několika úrovní, z nichž každá je propojena pouze se sítěmi o úroveň výše a o úroveň níže.

## Výhody a nevýhody smíšené topologie

### Výhody
- Při selhání linky k uzlu, který má více připojení, lze s uzlem stále komunikovat.
- Neexistuje centrální prvek, jehož selhání by vyřadilo celou síť.
- Není potřeba tolik kabelů jako u plně propojené sítě.
- Síť lze snadno rozšiřovat podle potřeby.

### Nevýhody
- Vyžaduje směrování provozu.
- Nutná ochrana proti zacyklení

### Ostatní topologie
- hvězdicová topologie
- kruhová topologie
- stromová topologie
- sběrnicová topologie